# FSV Fráncfort II
El FSV Fráncfort II (en alemán y oficialmente: Fußballsportverein Frankfurt 1899 e.V. II) fue un equipo de fútbol de Alemania que alguna vez jugó en la Regionalliga Süd, la cuarta división de fútbol en el país.

## Historia
Fue fundado en el año 1985 en la ciudad de Frankfurt de la región de Hesse como un equipo filial del FSV Frankfurt, aunque lo hizo con el nombre FSV Frankfurt Amateure.
En 2005 lograron retornar a la Landesliga tras 20 años de ausencia y para la temporada 2008/09 ascendieron a la Hessenliga por primera vez, y en tan solo una temporada en la quinta división lograron ascender a la Regionalliga Süd, en la cual estuvo por dos temporadas hasta que tuvieron que descender por dificultades financieras.
En la temporada 2012/13 lograron ascender a la Regionalliga Südwest, pero descendieron esa misma temporada a la Hessenliga. Terminaron quintos en la temporada 2013/14 hasta su desaparición en 2014 debido a que los primeros equipos no podían contar más con un equipo filial por problemas financieros, algo similar a lo que pasó con el Eintracht Frankfurt II y el Bayer 04 Leverkusen II.

## Palmarés
- Hessenliga (V): 1

2010
- Verbandsliga Hessen-Süd (VI): 1

2009
- Bezirksoberliga Frankfurt-West (VI): 1

2005
- Bezirksliga Frankfurt (VII): 1

2004

## Temporadas recientes
Estas son las últimas temporadas del club:
| Temporada | Liga                           | División | Posición |
| 1999–2000 |                                |          |          |
| 2000–01   |                                |          |          |
| 2001–02   |                                |          |          |
| 2002–03   |                                |          |          |
| 2003–04   | Bezirksliga Frankfurt          | VII      | 1.º ↑    |
| 2004–05   | Bezirksoberliga Frankfurt-West | VI       | 1.º ↑    |
| 2005-06   | Landesliga Hessen-Süd          | V        | 3.º      |
| 2006–07   | Landesliga Hessen-Süd          | V        | 8.º      |
| 2007–08   | Landesliga Hessen-Süd          | V        | 3.º      |
| 2008–09   | Verbandsliga Hessen-Süd        | VI       | 1.º ↑    |
| 2009–10   | Hessenliga                     | V        | 1.º ↑    |
| 2010–11   | Regionalliga Süd               | IV       | 15.º     |
| 2011–12   | Regionalliga Süd               | IV       | 17.º     |
| 2012–13   | Regionalliga Südwest           | IV       | 17.º ↓   |
| 2013–14   | Hessenliga                     | V        | 5.º      |

- Con la introducción de las Regionalligas en 1994 y de la 3. Liga en 2008 como la nueva tercera división por detrás de la 2. Bundesliga, todas las ligas por debajo de ella descienden un nivel. Con la introducción de la 3. Liga en 2008, las ligas de fútbol en Hesse fueron rebautizadas, con la Oberliga Hessen pasando a llamarse Hessenliga, la Landesliga a Verbandsliga, la Bezirksoberliga a Gruppenliga y la Bezirksliga a Kreisoberliga.